# Riu Sar
El Sar és un riu de la província de la Corunya, a Galícia, afluent del riu Ulla pel marge dret. Un tram del riu Sar està inclòs a la Xarxa Natura 2000.
Neix a la parròquia de Bando, al municipi de Santiago de Compostel·la. Després passa per les parròquies de Sar, Conxo, Vidán i Laraño. A continuació passa per Bugallido i Ortoño, al municipi d'Ames, i per Bastavales, al municipi de Brión. Arriba al municipi de Padrón per la parròquia de Cruces i fa de límit físic amb el municipi de Rois. Posteriorment passa per Iria Flavia i Padrón i desemboca al riu Ulla fent de frontera entre els municipis de Padrón i Dodro.
El riu dona nom a la comarca d'O Sar, formada pels municipis de Dodro, Padrón i Rois, i a la parròquia de Sar, que es troba al municipi de Santiago de Compostel·la.